# Dezső Molnár
Dezső Molnár, né le 12 décembre 1939 à Magyarlak en Hongrie, est un joueur de football international hongrois, qui évoluait au poste d'attaquant.

## Biographie

### Carrière en club
Avec le club du Vasas SC, il remporte deux championnats de Hongrie et deux Coupes Mitropa.
Avec cette même équipe, il joue trois matchs en Coupe d'Europe des clubs champions, et dispute 157 matchs en première division hongroise, inscrivant 14 buts. Il réalise sa meilleure performance lors de l'année 1966, où il marque 5 buts en championnat.

### Carrière en sélection
Avec l'équipe de Hongrie, il joue 8 matchs, inscrivant un but, entre 1966 et 1967. 
Il joue son premier match en équipe nationale le 8 mai 1966 contre la Yougoslavie, et son dernier le 24 mai 1967 contre le Danemark. 
Le 7 septembre 1969, il inscrit un but face aux Pays-Bas lors d'une rencontre comptant pour les éliminatoires du championnat d'Europe 1968. C'est son seul but en équipe nationale.
Il figure dans le groupe des sélectionnés lors de la Coupe du monde de 1966. Lors du mondial organisé en Angleterre, il ne joue aucun match.

## Palmarès
Vasas SC
- Championnat de Hongrie (2) :
  - Champion : 1965 et 1966.

- Coupe Mitropa (2) :
  - Vainqueur : 1965 et 1970.